# Ellobiopsea
Ellobiopsea o Ellobiophyceae es un grupo de protistas alveolados que constituye un linaje altamente divergente de dinoflagelados. Son organismos marinos o de agua dulce, principalmente ectoparásitos de crustáceos. La célula es multinucleada, presenta una raíz absorbente (trofómero) que penetra en el interior del huésped y estructuras reproductivas (gonómeros) que sobresalen o se pegan al caparazón del huésped. Se parecen superficialmente a hongos, pues cada individuo está construido por uno o varios tubos generalmente septados y ramificados transversalmente.